# Takifugu radiatus
Takifugu radiatus és una espècie de peix de la família dels tetraodòntids i de l'ordre dels tetraodontiformes.

## Morfologia
- Els mascles poden assolir 20 cm de longitud total.[5][6]

## Hàbitat
És un peix marí i de clima temperat.

## Distribució geogràfica
Es troba a Àsia: des de Kyushu (el Japó) fins al mar de la Xina Oriental.

## Observacions
No es pot menjar, ja que és verinós per als humans.